# Bellair-Meadowbrook Terrace
Bellair-Meadowbrook Terrace es un lugar designado por el censo ubicado en el condado de Clay en el estado estadounidense de Florida. En el Censo de 2010 tenía una población de 13.343 habitantes y una densidad poblacional de 1.209,62 personas por km².

## Geografía
Bellair-Meadowbrook Terrace se encuentra ubicado en las coordenadas 30°10′46″N 81°44′4″O / 30.17944, -81.73444. Según la Oficina del Censo de los Estados Unidos, Bellair-Meadowbrook Terrace tiene una superficie total de 11.03 km², de la cual 10.87 km² corresponden a tierra firme y (1.48%) 0.16 km² es agua.

## Demografía
Según el censo de 2010, había 13.343 personas residiendo en Bellair-Meadowbrook Terrace. La densidad de población era de 1.209,62 hab./km². De los 13.343 habitantes, Bellair-Meadowbrook Terrace estaba compuesto por el 70.85% blancos, el 17.93% eran afroamericanos, el 0.46% eran amerindios, el 2.74% eran asiáticos, el 0.17% eran isleños del Pacífico, el 4.26% eran de otras razas y el 3.58% pertenecían a dos o más razas. Del total de la población el 12.57% eran hispanos o latinos de cualquier raza.